# 円相

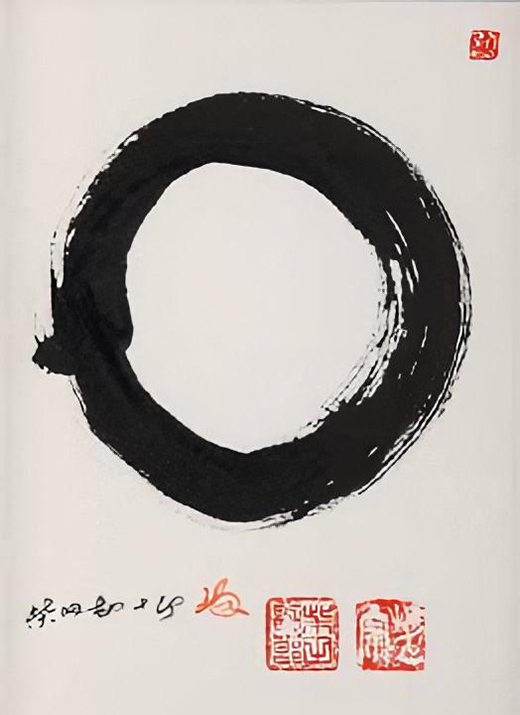
20代目柴田勘十郎画。2000年ごろ

円相（えんそう）は、禅における書画のひとつで、図形の丸（円形）を一筆で描いたもの。「一円相（いちえんそう）」「円相図（えんそうず）」などとも呼ばれる。
悟りや真理、仏性、宇宙全体などを円形で象徴的に表現したものとされるが、その解釈は見る人に任される。
また、円窓と書いて「己の心をうつす窓」という意味で用いられることもある。
臨済宗の位牌や塔婆の1番上に書かれることが多い。
また始まりも終わりもなく角に引っ掛かる事もない円の流れ続ける動きは、仏教が教える捕らわれのない心、執着から解放された心を表わしている。